# Варлаам (Лазаренко)
Епи́скоп Варлаа́м (в миру Григо́рий Я́ковлевич Лазаре́нко; 1879, Константиноград, Полтавская губерния — весна 1930, Северо-Кавказский край) — епископ Русской православной церкви, епископ Майкопский, викарий Краснодарской епархии. Деятель иосифлянского движения, управляющий иосифлянскими приходами на Кавказе.

## Биография

### Ранняя биография
Родился в 1879 году в городе Константинограде Полтавской губернии (ныне Берестин Харьковской области), родители были простые ремесленники, отец занимался портняжничеством. До двадцати восьми лет будущий владыка жил при родителях: в 1891—1894 годах учился в уездном училище, в 1897 году держал экзамен на народного учителя, затем учительствовал в начальных школах Новомосковского уезда Екатеринославской губернии.
В сентябре 1910 года поступил в Полтавскую семинарию, 24 июня 1913 года по её окончании был рукоположен во священника и получил приход в селе Зажелье. В мае 1914 года по приглашению рукополагавшего его епископа Сильвестра (Ольшевского) поехал в Томскую губернию, где служил на приходе в Змеиногорском уезде. В 1916 году вернулся по слабости здоровья, служил в церкви села Пилипчичи
Переяславского уезда. С 1919 года в селе Новоселица Хорольского уезда Полтавской губернии. Проявил активность и стойкость в борьбе с обновленческим расколом. В мае 1923 года принял монашество.

### Епископское служение в УССР
17 октября 1923 года временный управляющий Киевской епархией епископ Уманский Макарий (Кармазин) направил иеромонаху Варлааму предложение о епископской хиротонии: «Ваше Преподобие, Всечестный иеромонах Варлаам! Восприяв приемство епископского служения по управлению Киевской епархией от преосвященных епископов, мне предшествовавших, я признал благовременным призвать Вас, согласно избранию Священного Собора Украины и православного духовенства и мирян Хорольского уезда, Полтавской епархии, викарным епископом богоспасаемого града Хорола».
18 октября 1923 года в Киеве епископом Уманским Макарием (Кармазиным) и епископом Ананьевским Парфением (Брянских) рукоположен во епископа Хорольского. В том же году хиротония была признана Патриархом Тихоном. 23 декабря 1924 года определением патриарха Тихона был назначен епископом Лебединским, викарием Харьковской епархии. К осени 1925 года он служил епископом Богучарским, викарием Полтавской епархии.

### Епископское служение на Кавказе
1 августа 1925 года уехал по болезни на Кавказ в город Майкоп Кубанской области, где проживал, по его словам, «частным образом», а по свидетельству Моисея Олейникова, в сторожке кладбищенской церкви. Верующие направили прошение к Патриаршему Местоблюстителю митрополиту Петру (Полянскому) о назначен епископа Варлаама епископом Майкопским, викарием Краснодарской епархии. Также осенью 1925 года братия Михайловской Закубанской пустыни избрала епископа Варлаама настоятелем.
В ответ на запрос епископа Ставропольского Иннокентия (Летяева), Патриарший местоблюститель митрополит Петр (Полянский), рассмотрев дело о хиротонии епископа Варлаама, 6 октября 1925 года принял следующее постановление: «1. Должно уведомить Преосвященного Иннокентия, епископа Ставропольского, что в декабре 1924 года дело об епископской хиротонии Преосвященного Варлаама рассматривалось в Москве назначенною Святейшим Патриархом Тихоном особою, состоящею из архиереев, комиссиею, по заключению которой Его Святейшество признал епископа Варлаама хиротонисанным правильно (канонически), как разведённого со своей женой и после сего принявшего иночество. 2. К занятию епископской кафедры в Майкопе Преосвященным Варлаамом, если его пожелает Преосвященный Ставропольский, препятствий не имеется. 3. Если назначение епископа Варлаама на Майкопскую епископскую кафедру окажется невозможным, то ему с согласия Преосвященного Ставропольского можно предоставить право совершать богослужение в Майкопе, чем бы доказывалось, что он — епископ православный».
В конце 1925 года был в первый раз арестован и отправлен в Ростов-на-Дону. В марте 1926 года он был освобождён и подпиской обязывался выехать в Харьков; однако он медлил. Позднее, сославшись на слабое здоровье и истощение, епископ Варлаам признал в своих показаниях на допросе, что из Ростова-на-Дону вместо Харькова выехал в село Новоселицы к своему семейству, «надеясь, что тов<арищ> Карин сделает снисхождение». И лишь через неделю отправился в Харьков, но и тогда не явился в местное ГПУ. Остановившись у сестёр Дивеевского подворья и узнав о том, что верующие из Майкопского округа ходатайствуют перед ВЦИК о его возвращении в Майкоп, выехал в Москву, позднее объяснив на допросе это так: «Окрыленный надеждой вернуться в Майкоп, я решил не заходить к т<оварищу> Карину, а и сам направился в Москву с однородным ходатайством». В Москве пробыл неделю, остановившись у Дарьи Михайловны Карповой, проживавшей в Донском переулке, с которой был знаком ранее. Жила она очень бедно. Однажды епископа Варлаама посетил митрополит Крутицкий Пётр Полянский. Позднее Варлаам вспоминал об этом так: «Он указал, что это очень тесная комната для меня, пошутил немного, от предложенного чая отказался и ушёл». Дарья Карпова получила из Майкопа полномочие ходатайствовать о возвращении владыки в Майкоп. С этим ходатайством она ходила за помощью к «всесоюзному старосте» М. И. Калинину, и тот успокоил её, заявив, что результат будет сообщён в Ростов-на-Дону. Ходатайство это не увенчалось успехом.
Уже после ареста митрополита Петра, 6 февраля 1926 года, заместитель Патриаршего местоблюстителя митрополит Сергий (Страгородский) подтвердил новое назначение епископа Варлаама, отправив ему письмо: «В виду ходатайства православных приходов Майкопского округа об учреждении в г. Майкопе кафедры православного епископа и о назначении на неё Вашего Преосвященства, прошу Вас принять на себя архипастырское попечение о православных приходах Майкопского округа в звании епископа Майкопского, временно независимого от управляющего Кубанской епархии, отношения к которому имеют быть определены впоследствии. Ввиду же ходатайства уполномоченного от 16 православных приходов Армавирского округа, благословите принять временно в своё попечение и Армавирский округ. По вступлении в должность благоволите сообщить мне сведения о состоянии епархии, о положении обновленчества и под[обное]».
Едва вступив в управление двумя округами, епископ Варлаам был арестован в Майкопе по обвинению в антисоветской агитации и отправлен в тюрьму Ростова-на-Дону, а позднее в Москву. Его освободили в ноябре 1926 года, после чего он поселился в Черноморском округе. 12 декабря 1926 года епископ Варлаам был вторично арестован в селе Заповедном Туапсинского района по обвинению в причастности к контрреволюционной организации и проведении антисоветской агитации. В феврале 1927 года его перевели в Москву и заключили в Бутырскую тюрьму. Однако следствие состава преступления не доказало, и постановлением Полномочного представительства ОГПУ в Северокавказском крае (от 4 февраля 1928 г.) дело было прекращено. В период 1926—1927 годов братия Михайловской Закубанской пустыни ходатайствовала перед краевым ГПУ о разрешении епископу Варлааму проживать в монастыре. В прошении 1927 года, поданном от имени «братии религиозной общины Михайловской пустыни», подтверждалось, что епископ Варлаам (Лазаренко) единогласно избран настоятелем, и далее сообщалось: «Ныне уже по дошедшим слухам мы узнали, что епископ Варлаам содержится в краевом ГПУ. Вследствие чего братия Михайловской пустыни единогласно постановили: просить Государственное управление освободить епископа Варлаама из-под стражи с водворением его в Михайловскую пустынь как зарегистрированного настоятеля означенной общины, о чем община и просит положить Вашу милосердую резолюцию»
Выйдя на свободу, владыка Варлаам получил 20 июня 1927 года удостоверение от имени заместителя Патриаршего местоблюстителя: «Выдано сие епископу Варлааму (Лазаренко) в том, что он к обновленческому, григорианскому и другим расколам не принадлежит, находится в каноническом подчинении и молитвенном общении с Патриаршим местоблюстителем, под запрещением не состоял и не состоит».

### В оппозиции митрополиту Сергию
Отрицательно отнесся к Декларации митрополита Сергия. В конце августа епископ поселился в село Угроеды Сумского округа, а затем переехал в село Русская Берёзовка Белгородского округа (к тому времени южная часть Курской губернии была разделена между этими двумя округами). 12 сентября 1927 года написал официальное заявление от отходе от митрополита Сергия (Страгородского), где писал, что доселе пребывал в общении с митрополитом Сергием (Страгородским) как заместителем Местоблюстителя Патриаршего престола: «доколе усматривалось между этими иерархами единение духа в союзе мира. Но в последнее своё посещение (30 августа н<ынешнего> г<ода> в Москве) я обнаружил в нём и его Синоде решительный уклон в сторону так наз<ываемых> легальных ориентаций и подчинение всей церковной свободы, и внешней, и внутренней, духу, чуждому православия, так как, по собственному выражению митрополита Сергия, он уже не может назначать епископов без благословения Лубянки».
С августа 1927 года по март 1928 года служил в сельских храмах Сумского и Белгородского округов. Осенью 1927 года епископ Варлаам написал проживавшему в Харькове епископу Старобельскому Павлу (Кратирову), с которым познакомился в 1924 года в Московском Донском монастыре и с тех пор имел хорошие отношения. В этом письме епископ Майкопский спрашивал, находит ли владыка Павел каноничным выход из подчинения митрополиту Сергию. Ответ был положительным, так как епископ Старобельский и ранее негативно относился к Заместителю Патриаршего Местоблюстителя.
При попытке ареста он скрылся, а в начале 1928 года съездив в Ленинград к фактическому управляющему иосифлянским движением епископу Гдовскому Димитрию (Любимову), присоединился к иосифлянскому движению. 18 марта 1928 года, передав объединённые и возглавленные им отошедшие от митрополита Сергия приходы Харьковского, Сумского округов и Кубани иосифлянскому епископу Козловскому Алексию (Бую), епископ Варлаам стал его представителем в горах Северного Кавказа. Он окормлял иосифлян Майкопского, Черноморского и Армавирского округов, сам же в основном проживал нелегально в тайном скиту урочища Пеус. В том же году местные имяславцы большей частью примкнули к иосифлянам.
Всего еписскоп Варлаам окормлял 21 иосифлянскую общину в городах, сёлах и станицах, а также 10 нелегальных скитов, в которых в общей сложности насчитывалось не менее 26 священнослужителей. В Майкопском и Армавирском церковных округах у него имелось восемь легальных общин: Пшехская, Дагестанская, Лабинская, Белореченская, Дондуковская, Ханская, Курджипская, Сахрайская и восемь нелегальных: 1-я Майкопская, 2-я Майкопская, Тульская, Абадзехская (Обазетская), Георгиевская, Зеленчукская, Удобная, Невинномысская, а также тайный скит святого Георгия Победоносца на Хумаре. В Черноморском церковном округе епископ окормлял четыре нелегальные общины: в Туапсе, Адлере, 1-ю Хадыженскую и 2-ю Хадыженскую, а также тайные мужские скиты в Туапсинском районе: святого Архангела Михаила в селе Пеус (Михайловская пустынь), святителя Иоанна Златоуста в селе Аймалук, Тихвинский (Пустынно-Тихвинский) в урочище Гишло Шепсинского сельсовета, Свято-Троицкий, святых Двенадцати апостолов в урочище Заповедное; в Сочинском районе: святителя Николая Чудотворца («Отшельники») в горах у реки Сочинки, Краснополянский скит и два женских скита Туапсинского района — Серафимо-Тихвинский в урочище Канаш-Тапе и в селе Каменштат. Многие скиты имели подземные храмы. Одна нелегальная община была связана с владыкой в Ташкенте. В управлении общинами епископу Варлааму помогал совет пресвитеров, в который входили архимандрит Моисей (Астахов) в качестве председателя, священник Александр Акимов, иеромонах Даниил (Косоруков) и священник Павел Чижов. Кубанские иосифляне поддерживали связи как с Новоафонским монастырём в Абхазии, так и с русскими обителями на Афоне

### Последний арест и расстрел
С 16 сентября по 27 ноября 1929 год ОГПУ осуществило операцию по «ликвидации церковно-монархической организации с центром в г. Майкопе». В тайных скитах в селе Пеус и других были арестованы более 40 монахов, всего 165 человек. Некоторым, как, например, иеромонаху Иоанну (Евсеенко), удалось скрыться, при этом епископ Варлаам всё же подвергся аресту в сентябре 1929 году. Вскоре он попытался бежать в Среднюю Азию, но был задержан в Дагестане с двумя сопровождающими, не доехав до места назначения. После ареста перевезён в Майкоп.
Епископ Варлаам и всё связанное с ним духовенство и монашествующие были признаны виновными в создании «нелегальной монархической организации, ставившей своей целью объединение реакционных слоёв казачества и подготовку их к вооружённому восстанию для свержения существующего строя и реставрации монархии». Вместе с самим епископом Варлаамом почти все священники и монахи, проходившие по делу, были приговорены к расстрелу. В расстрельном списке оказалось 52 человека. Всего по делу был осужден 161 человек. С целью инсценировать народную поддержку столь жестокому приговору в ряде кубанских станиц были организованы собрания бедноты и актива середняков, на которых принимались постановления с требованиями к органам государственной власти применить к арестованным иосифлянам «высшую меру социальной защиты», то есть расстрел. Дело «Майкопской церковно-монархической организации» оказалось уникальным по числу казнённых — самым большим в стране вплоть до периода Большого террора 1937—1938 года. Вероятно, это объясняется особыми опасениями советских властей в связи с начавшимся впервые именно на Северном Кавказе массовым переходом оппозиционных церковных общин на нелегальное положение и стремлением уничтожить это явление в начальной стадии.
Когда и где были расстреляны осуждённые, точно неизвестно — документов о приведении приговора в исполнение в материалах дела нет. По данным Михаила Шкаровского, расстрелы произвели в майкопской тюрьме до конца февраля 1930 года. Лидия Сикорская приводит слова В. Д. Пришвиной, что иеромонаха Даниила (Косорукова) расстреляли в Новороссийске, иеромонаха Онисима (Олега Поля) перевели в Ростов-на-Дону, а известие о расстреле Олега Поля принесли его матери — Марине Станиславовне Бурдановой — в начале июля 1930 года. Также она приводит воспоминания монахини Сергии (Клименко), которая на протяжении нескольких месяцев зимой и весной 1930 года носила передачи в Новороссийскую тюрьму: «В одно серое хмурое утро принесли мы передачу в мужскую камеру. А у нас не принимают: „Нет никого, ночью этап был!“ Ну, уж нет! Нас не проведёшь, даром, что ли, мы здесь толчёмся? Этапы были открытые и всегда днём. Что-то не то. Сердце защемило. Не скоро у медсестры, работавшей и в тюремной, и в городской больницах, мне удалось спросить об этом. Она уклончиво ответила, что, мол, вещи монахов лежат теперь с вещами тех заключённых, которые умерли в тюремной больнице…». После расстрела епископа Варлаама на территории Северного Кавказа оставались нелегальные общины, которые именовались «варлаамовцами».